# 長蔵寺 (美濃市)
長蔵寺（ちょうぞうじ）は、岐阜県美濃市上野にある、地蔵菩薩を本尊とする臨済宗妙心寺派の寺院。山号は洞雲山。美濃市最古の臨済宗の寺院で、国の重要文化財の「長蔵寺舎利塔及び須弥壇」を所蔵する。

## 歴史
延文元年（1356年）に林叟徳瓊の法嗣、平心処斉（覚源禅師）が隠居所として結んだのが始まりである。元は臨済宗円覚寺派であった。その後、平心処斉に教えを乞う者が増えて寺院に発展した。平心処斉が円覚寺からもたらした仏舎利を納めるため、貞治元年（1362年）に舎利塔が建立されている。正平24年（1369年）に平心処斉が没するとその亡骸を裏山に葬り、歯を舎利塔に納めた。後に建てられた無縫塔は、覚源禅師墓として昭和48年（1973年）に美濃市の文化財に指定された。その後、文明年間に火災に遭うなどして寺運が傾き、再興時に妙心寺派の寺院となっている。